# Gou zhen
Gou zhen (狗阵), comercialitzada internacionalment com Black Dog, és una pel·lícula dramàtica xinesa del 2024 dirigida per Guan Hu, protagonitzada per Eddie Peng i Tong Liya. La pel·lícula es va estrenar al 77è Festival Internacional de Cinema de Canes el 18 de maig de 2024, on va guanyar el premi Un Certain Regard.

## Premissa
L'antic acrobàtic de motocicletes Lang torna a la seva ciutat natal als afores del desert de Gobi, on era una celebritat local abans del seu empresonament. Ara que resideix amb el seu pare, Lang ha d'evitar el gàngster local "Carnisser Hu", que pretén venjar-se de Lang pel seu paper en la mort del seu nebot. Lang decideix buscar la recompensa concedida a un gos salvatge com a part d'un programa més gran per eliminar animals no desitjats en preparació per als Jocs Olímpics d'Estiu de 2008 a Pekin, i finalment estableix una improbable amistat amb el caní.

## Argument
Un autobús bolca als afores del desert de Gobi per una carretera ocupada per innombrables gossos salvatges. Un dels passatgers és l’antic motociclista i músic Lang, una celebritat local abans d'anar a la presó per homicidi involuntari fa una dècada. Quan Lang torna a casa en llibertat condicional, veu que la ciutat ja no és el que era. Molts veïns han marxat, deixant una gran població de gossos de carrer. La banda de Lang s'ha dissolt. El pare de Lang és propietari d'un zoològic que està apartat del negoci i pateix problemes de salut a causa de l'alcoholisme. La germana de Lang està lluitant econòmicament en un altre lloc i fa molt de temps que no pot anar a casa.
Es concedeix una recompensa per un gos negre que ha mossegat persones, com a part d'un programa més ampli per eliminar animals perduts o no registrats en preparació dels Jocs Olímpics d'estiu de 2008 a Pequín i per renovar la ciutat per a futurs desenvolupaments empresarials. Lang persegueix la recompensa però torna derrotat i mossegat. S'uneix a l'equip local de captura de gossos dirigit per l'oncle Yao, però desenvolupa compassió pels gossos. Entra en conflictes amb els membres de l'equip però l'oncle Yao el perdona cada vegada. L'equip atrapa el gos negre i Lang té l'encàrrec de transportar-lo, però els forts vents els deixen encallats a la natura durant la nit. S'abraça amb el gos pel fred i després el torna a mossegar. L'ajuda un grup de circ itinerant que arriba a la ciutat, inclosa Grape, una ballarina a qui s'apropa. Lang desenvolupa símptomes de ràbia i passa temps en quarantena amb el gos negre, abans d'adoptar-lo de l'oncle Yao.
El granger de serps "Carnisser Hu" assetja Lang diverses vegades per venjar-se de la mort del seu nebot fa deu anys. La salut del pare de Lang es deteriora i és ingressat a l'hospital, on li demana a Lang que el desconnecti. Més tard, Lang beu amb Grape i la sent queixar-se de la vida i del matrimoni. Mentre torna a casa borratxo amb el seu gos, és capturat per la banda de Butcher Hu. S'escapa de la captivitat durant un terratrèmol però no pot localitzar el gos negre enlloc. Quan visita la granja de serps de Carnisser Hu, troba Carnisser Hu mossegat per una serp verinosa i el salva. Carnisser Hu agraeix a Lang, explica que el gos ha fugit i s'ofereix a reconciliar-se. Lang finalment troba el gos negre en estat crític en un recinte de curses de gossos fora de la ciutat. De tornada a casa, el gos negre mor, però pòstumament engendra un cadell amb un altre gos vagabund.
Tot el poble viatja al desert per veure l'l'eclipsi solar, mentre els animals del zoo s'alliberen i recorren els carrers de la ciutat buida. Es veu a Grape marxar en un autobús de llarga distància en lloc de viatjar amb el circ. La nit de la la cerimònia d'obertura dels Jocs Olímpics, en Lang comparteix una darrera copa amb el seu pare a l'hospital i el desconnecta. Lang abandona la ciutat i marxa al desert amb el cadell.

## Repartiment
- Eddie Peng com a Lang, un antic condemnat
- Tong Liya com a Grape, una artista de circ en qui Lang té un interès romàntic
- Jia Zhangke com l'oncle Yao, que lidera els esforços de recollida canina
- Zhou You com a Nie Shili
- Zhang Yi com a líder del grup
- Xin el gos

## Producció
Guan Hu va intentar explicar la història de la gent normal que va quedar enrere pel ràpid desenvolupament econòmic a la Xina i va seleccionar actors que poguessin aportar una sensació de realisme al projecte.
Eddie Peng va establir un vincle tan fort amb Xin, el gos que apareix a la pel·lícula, que va adoptar el gos després d'haver acabat el rodatge.

## Estrena
Black Dog va ser seleccionat per ser projectat a la secció Un Certain Regard del 77è Festival Internacional de Cinema de Canes, on es va estrenar mundialment el 18 de maig. 2024, i es va llançar oficialment a la Xina continental el 15 de juny i a Singapur el juliol 25.

## Recepció

### Resposta crítica
Al lloc web de l'agregador de ressenyes Rotten Tomatoes, el 92% de les crítiques de 12 crítiques són positives, amb una valoració mitjana de 7,8/10. Metacritic, que utilitza una mitjana ponderada, va assignar a la pel·lícula una puntuació de 76 sobre 100, basada en 5 crítics, indicant crítiques "generalment favorables".

### Reconeixements
| Premi                         | Data                  | Categoria                              | Receptor(s) | Resultat  | Ref.   |
| ----------------------------- | --------------------- | -------------------------------------- | ----------- | --------- | ------ |
| Festival de Cinema de Canes   | 24 de maig 2024       | Un Certain Regard                      | Black Dog   | Guanyador | [ 3 ]  |
| Festival de Cinema de Canes   | 24 de maig 2024       | Palme Dog                              | Xin         | Guanyador | [ 8 ]  |
| Asian Film Festival Barcelona | 3 de novembre de 2024 | Millor pel·lícula de la Secció Oficial | Gou zhen    | Guanyador | [ 9 ]  |
| Premis Gotham                 | 2 de desembre de 2024 | Millor director                        | Guan Hu     | Pendent   | [ 10 ] |